# Casa di `Abbúd

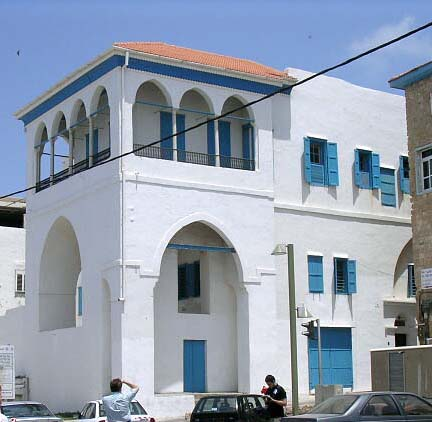
Casa di `Abbūd

La Casa di `Abbūd, situata in Acri, Israele, inizialmente di proprietà dello stesso `Abbūd, un mercante di Acri, fu il primo edificio ad essere affittato,  dopo il rilascio di Bahá'u'lláh, il fondatore delle religione bahai, dalla stretta segregazione a cui era stato sottoposto, e divenuto successivamente la residenza di Ásíyih Khánum.

## L'esilio
Bahá'u'lláh era stato ulteriormente trasferito e confinato nella città prigione di Acri dal sultano ottomano Abd-ul-Aziz.
Bahá'u'lláh, seguito dalla sua famiglia, arrivò ad Acri il 31 agosto 1868 e passò il resto della sua vita nell'area di Acri come prigioniero ed esiliato.
Dopo il giugno 1877 le condizioni di detenzione si allentarono e Bahá'u'lláh poté così uscire dalla Città prigione e andare nell'edificio di Mazra'ih; un palazzo di campagna lasciato vuoto dal suo proprietario, a circa quattro miglia a nord di Acri, e preso in affitto da 'Abdu'l-Bahà per tale scopo.
A partire da allora iniziò l'affitto o l'acquisto di edifici a uso di Bahá'u'lláh o della famiglia, stabili che in seguito furono e rimasero in gran parte destinati a delle finalità bahai.

## Edifici
Attualmente con la dizione Casa di `Abbūd si intendono due edifici: quello situato più a occidente originariamente proprietà di `Abbūd, il primo a essere affittato, e quello più a oriente di proprietà di `Údí Khammár lasciato dopo pochi anni all'uso della famiglia di Bahá'u'lláh.
`Údí Khammár possedeva anche la Villa di Bahjí che successivamente fu acquistata dai Bahai.
La Casa di `Abbúd fu la residenza di Ásiyih Khanum, la prima moglie Bahá'u'lláh, e della sua famiglia.
In questa casa fu scritto il  Kitab-i Aqdas.
La Casa di `Abbūd è parte del Centro Mondiale Bahai, il comprensorio di edifici bahai distribuito tra San Giovanni d'Acri ed Haifa, in Israele, ed è oggetto di pellegrinaggio da parte dei Bahai.